# Häme (Landschaft)

Karte der historischen Landschaft Häme

Häme [ˈhæmɛ] (schwed. Tavastland, lat. Tavastia, dt. veraltet Tawastland) ist eine historische Landschaft in Mittelfinnland. Zu Häme gehören die heutigen Landschaften Kanta-Häme, Päijät-Häme, Mittelfinnland sowie der östliche Teil von Pirkanmaa.
Häme kam durch den zweiten schwedischen Kreuzzug von 1239 unter schwedische Herrschaft. Ende des 13. Jahrhunderts gründete Birger Jarl die Burg Häme in Hämeenlinna. Als die schwedische Grenze durch den Vertrag von Nöteborg 1323 nach Osten verschoben wurde, verlor die Burg an Bedeutung, doch die Stadt blieb das Zentrum der Region Häme.
Unter schwedischer Herrschaft war Häme mit Uusimaa zur Provinz Nyland und Tavastehus zusammengefasst. 1831–1997 gab es eine Provinz Häme (schwedisch Tavastehus entsprechend dem schwedischen Namen ihrer Hauptstadt Hämeenlinna). Diese umfasste Kanta-Häme, den größten Teil von Pirkanmaa und den Westteil von Päijät-Häme. Bei der Provinzreform von 1997 wurde Häme auf die neu geschaffenen Provinzen Südfinnland und Westfinnland aufgeteilt.